# Blattschnitt (Pflanzen)

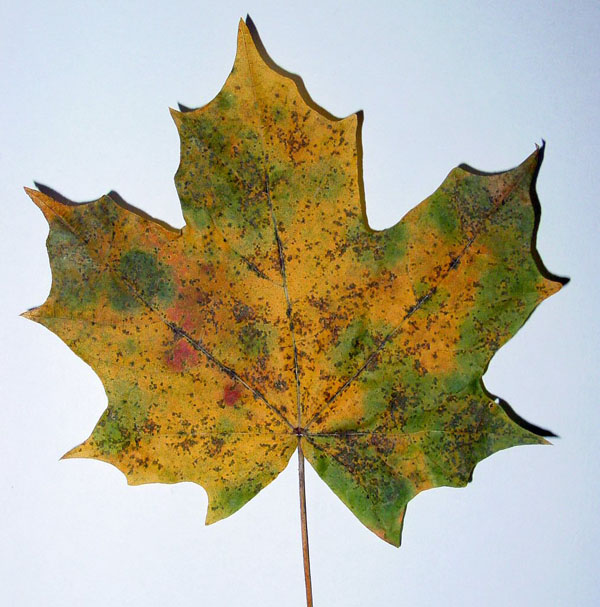
Blatt eines Spitz-Ahorn-Baumes

Der Blattschnitt ist eine Schnittmethode im Gartenbau. Dabei werden die Blätter eines Baumes oder einer anderen Pflanze abgeschnitten, um die Pflanze zum Austrieb neuer Blätter und Triebe anzuregen.

## Grundlagen
Im Unterschied zum Formschnitt werden beim Blattschnitt nur die Blätter entfernt, die Äste und Zweige werden dagegen nicht beschnitten.
Durch die Entfernung der Blätter ist der Pflanze keine Photosynthese mehr möglich. Der „eingebaute Überlebenstrieb“ der Pflanze bewirkt, dass sie rasch an allen Zweigen neue Blätter austreibt. Während der blattlosen Zeit ist der Stoffwechsel der Pflanze stark reduziert und sie verbraucht auch weniger Wasser, weil ihre Verdunstungsoberfläche fast auf Null reduziert ist.
In der Natur kann es durch unerwarteten Frost oder durch Tiere, die die Blätter abfressen, zu vergleichbaren Situationen kommen. Die meisten Pflanzen sind deshalb auf die Situation des totalen Blattverlusts „eingerichtet“ und reagieren durch den raschen Austrieb neuer Blätter.

## Motivation

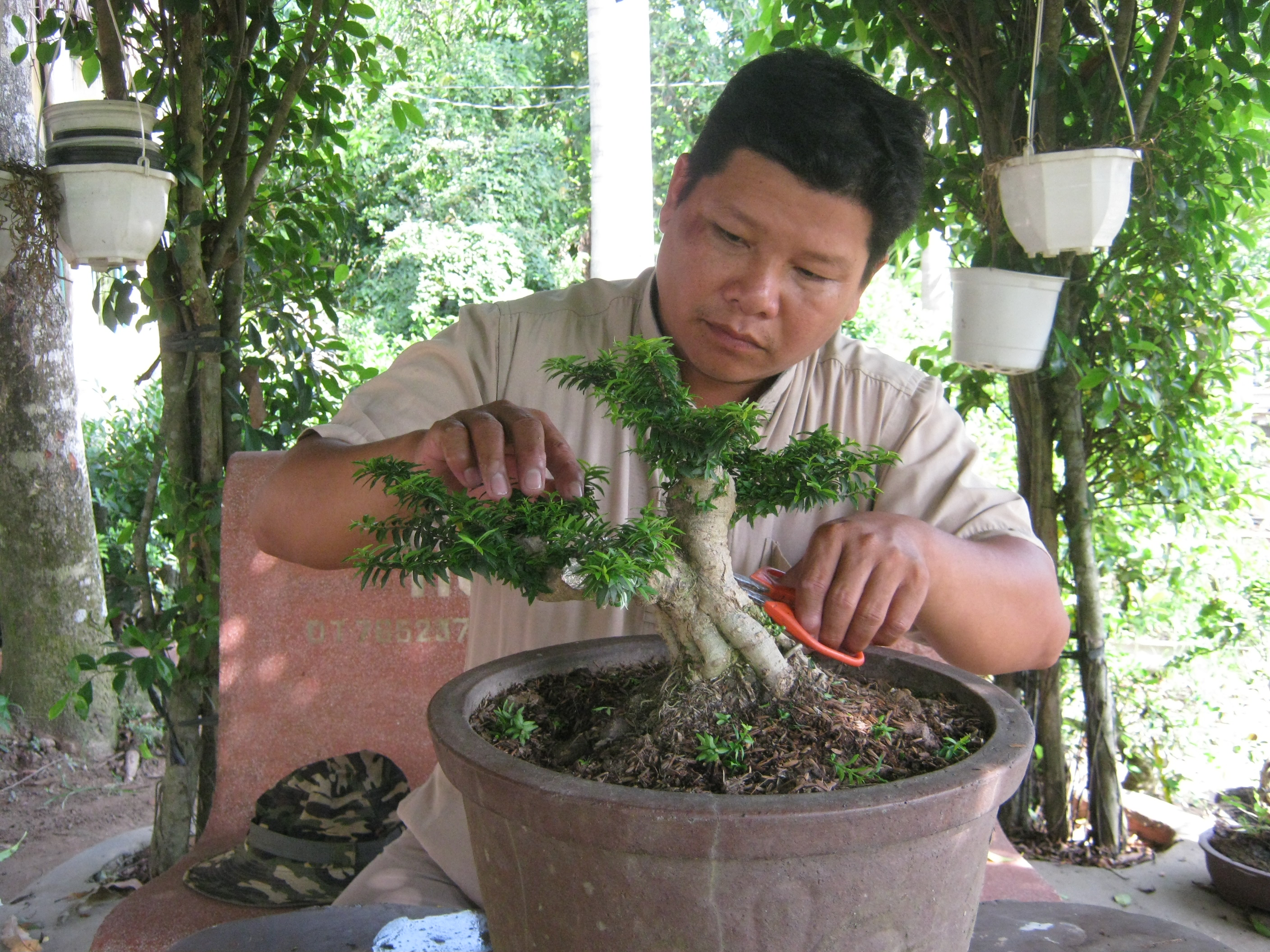
Blattschnitt eines Bonsais

Die Technik des Blattschnitts wird vor allem bei Bonsais angewendet. Sie hat folgende Vorteile:
- Der Baum bildet mehr Seitentriebe und wird feiner verzweigt.[1]
- Die neu ausgetriebenen Blätter sind etwas kleiner und passen dadurch besser zur Bonsaigröße.[2]
- Alte und nicht mehr so schöne Blätter werden durch neue ersetzt.
- Nach der Drahtung sind die alten Blätter unter Umständen unnatürlich verdreht. Die neuen Blätter orientieren sich nach der Schwerkraft und dem Licht neu.

Bei Outdoor-Bonsais (Laubbäumen) wird durch den Blattschnitt ein „künstlicher Herbst“ vorgetäuscht. Durch einen Blattschnitt im Frühsommer trägt der Baum zweimal statt einmal im Jahr neue, junge Blätter. Auch die bunte Herbstbelaubung wird durch die kleinere Blattgröße nach dem Blattschnitt noch schöner.
Auch bei größeren immergrünen tropisch-subtropischen Zimmerpflanzen, die keinen Herbst kennen, (z. B. Ficus Benjamina oder Schefflera) hilft ein kompletter Blattschnitt, wenn die Pflanze aus irgendeinem Grund (z. B. Krankheit, Ungeziefer, Zugluft, Austrocknung) bereits einen Teil ihrer Blätter verloren hat oder die Blätter aus irgendeinem Grund nicht mehr schön sind (z. B. fleckig, staubig, klebrig). Eine alte und hässlich gewordene Zimmerpflanze kann durch die simple Methode des Blattschnitts wieder „verjüngt“ und so schön wie neu werden.

## Techniken
Beim normalen Blattschnitt werden alle Blätter vollständig entfernt. Dabei schneidet man mit einer Schere (z. B. einer kleinen Nagelschere oder der traditionellen japanischen Nigiri) vorsichtig jedes Blatt einzeln an der Mitte des Blattstiels ab. Es ist wichtig, die Blätter nicht abzureißen und auch nicht zu nahe am Zweig abzuschneiden, damit die Knospe in der Achsel des Blattstiels nicht beschädigt wird. Aus dieser Knospe treibt nach dem Blattschnitt der neue Trieb aus. Der Rest des abgeschnittenen Blattstiels vertrocknet und fällt bei den meisten Pflanzen nach ein oder zwei Wochen von selbst ab.
Es gibt auch eine „schonendere“ Variante des Blattschnitts. Bei dieser wird jedes Blatt zunächst nur auf die Hälfte oder ein Drittel der Blattfläche gestutzt. Nachdem die neuen Blätter austreiben, kann man die Reste der alten Blätter dann ganz entfernen. Bei dieser Variante ist der „Schock“ geringer für die Pflanze. Jedoch macht sie beim Schneiden die doppelte Arbeit und man muss beim zweiten Schnitt sehr aufpassen, die neuen Blätter und Triebe nicht mit der Schere zu verletzen. Daher wird diese Variante hauptsächlich bei kleinen Pflanzen mit vergleichsweise wenigen Blättern, z. B. Bonsais, angewendet.

## Nachteile und Risiken
Werden 10 Prozent der Blätter noch drangelassen, besteht die Gefahr, dass die Pflanze keine Notwendigkeit für einen umfassenden Blattneuaustrieb hat und entsprechend kahl bleibt.
Einer der Nachteile des Blattschnitts ist, dass die Pflanze nach dem Schnitt einige Wochen lang kahl ist. Daneben besteht bei kranken Pflanzen die Gefahr, dass sie nicht mehr genügend Kraft für einen Neuaustrieb haben.
Blattschnitte sollten generell nur in der Wachstumszeit, nicht während der Wachstumspause im Winter, durchgeführt werden.
Bei großen Zimmerpflanzen mit mehreren Hundert Blättern ist der Blattschnitt eine mühsame und zeitaufwändige Arbeit.

## Rasenschnitt

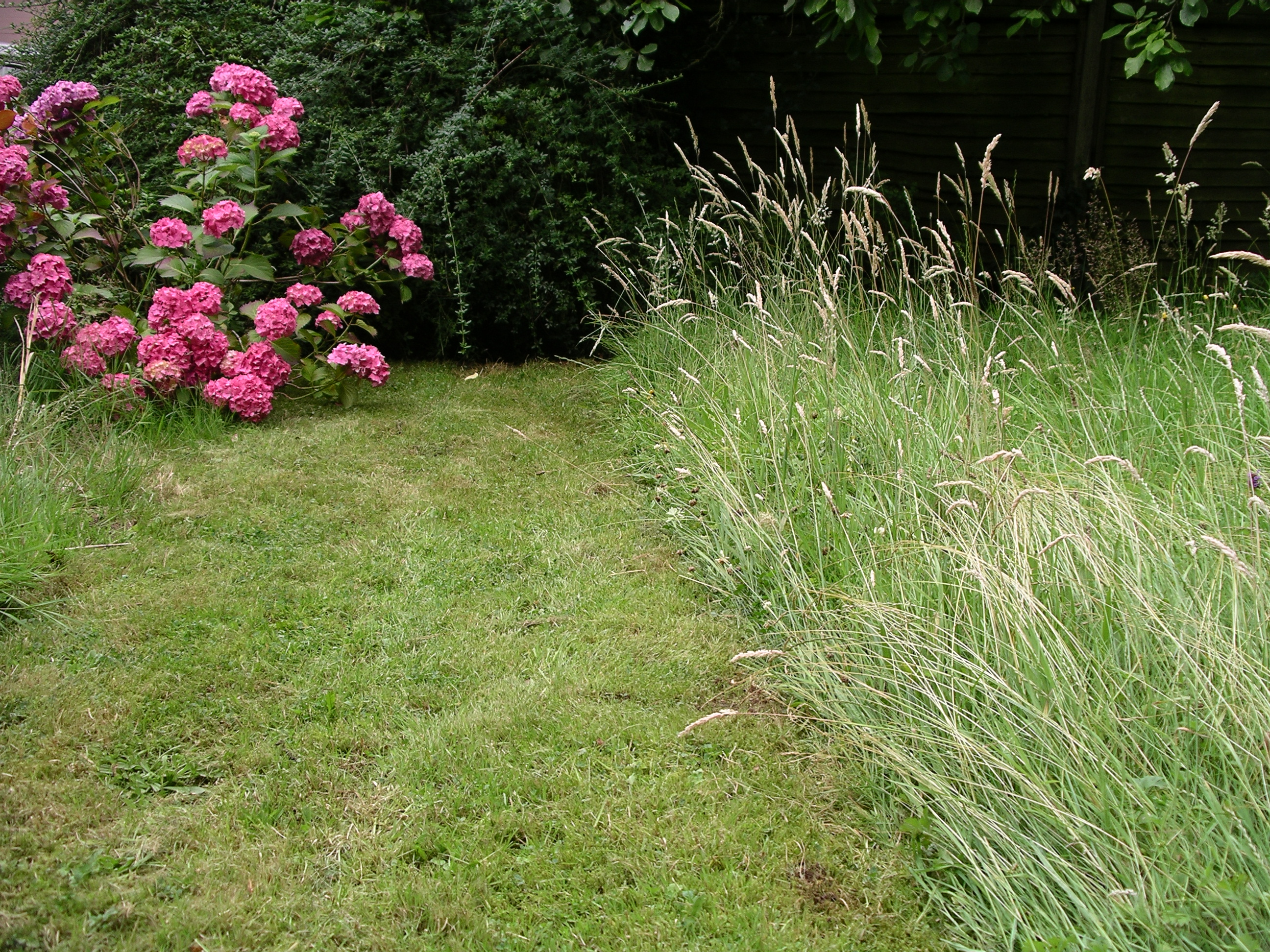
Rasenfläche nach zweimaligem Mähen (links) und ungemäht (rechts)

Eine Variante des Blattschnitts ist das Rasenmähen. Das Mähen wirkt nach dem gleichen Prinzip: Jede Graspflanze wird durch den Schnitt zum Austrieb neuer Blätter angeregt, so dass sie dichter wächst. Damit wird durch Lichtentzug und Verdrängung das Wachstum von höherwachsenden Unkräutern und Moosen gehemmt und eine gesündere Rasendecke bewirkt.
Bei Rasenflächen stellt der regelmäßige Blattschnitt folglich auch eine Unterstützung der Graspflanzen im Konkurrenzkampf zu anderen, gärtnerisch unerwünschten Pflanzen dar.